# Jacques Rogge
Jacques Jean Marie Rogge, conde Rogge (Gante, 2 de mayo de 1942-Deinze, 29 de agosto de 2021) fue un atleta olímpico belga, presidente del Comité Olímpico Internacional desde 2001 hasta 2013. De profesión se desempeñó como cirujano ortopédico.

## Biografía
Rogge estudió medicina en la Universidad de Gante. Compitió en vela en los Juegos Olímpicos de México 1968, Múnich 1972 y Montreal 1976. No consiguió ninguna medalla olímpica aunque fue campeón del mundo de la clase cadet en 1959. También jugó al rugby y fue internacional con Bélgica.
Cuando se retiró de la competición en 1976 fue elegido miembro del Comité Olímpico Belga en representación de los deportistas, empezando otra carrera aún más exitosa. 
Desde 1989 hasta 1992 fue presidente del Comité Olímpico Interfederal belga y fue elegido presidente de los Comités Olímpicos Europeos (COE). Gracias a este alto cargo, hizo un recuento por el rey Alberto II de Bélgica. También fue vicepresidente de la Asociación de Comités Olímpicos Nacionales (ACNO). Además se dedicó a la medicina deportiva, presidió la Comisión Médica de la Federación Internacional de Vela (ISAF) y fue miembro del consejo de la AMA desde 1999. Rogge fue reconocido por su compromiso y se convirtió en un miembro del Comité Olímpico Internacional en 1991.
Desde entonces, fue miembro de la Junta Ejecutiva en 1998. También fue presidente de las Comisiones de Coordinación en los Juegos Olímpicos de Sídney 2000 entre 1995 y 2000 y los Juegos Olímpicos de Atenas desde 1998 hasta 2004. Se incorpora varias comisiones de que el Movimiento Olímpico (1990-1999), Solidaridad olímpica (desde 1990) o el Comité médico (1992-1993) en el cual ocupó la vicepresidencia en 1994.
En su tiempo libre, Rogge supo admirar el arte moderno y fue un ávido lector de literatura histórica y científica. Estaba casado con Anne; tenían dos hijos adultos.

### Presidente del COI

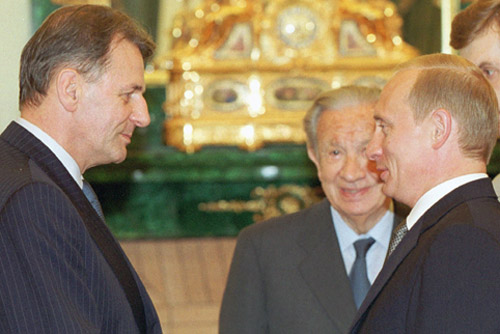
Jacques Rogge con Juan Antonio Samaranch y Vladímir Putin tras la elección de Rogge como presidente del COI en 2001.

Rogge fue elegido presidente del COI el 16 de julio de 2001 en la 112.ª Sesión del COI realizada en Moscú, como el sucesor del español Juan Antonio Samaranch, que llevaba en el cargo desde 1980. Fue elegido en la segunda ronda de votación con 59 votos en contra de la surcoreana Young Kim, el canadiense Richard Pound, la estadounidense Anita DeFrantz y húngaro Pal Schmitt.
Diplomático, políglota (dominaba cinco idiomas: holandés, inglés, francés, alemán y español), Rogge también convenció con un programa específico para luchar contra la corrupción, el dopaje, la violencia y el racismo. Por último, pretendió requilibrar las cuentas del COI socavado en los últimos Juegos Olímpicos: «Tenemos que reducir el presupuesto y el gigantismo de los Juegos, también con una tecnología menos costosa, pero sin tocar los atletas y deportes», que había dicho en sus discursos de campaña.
Como resultado, los primeros Juegos Olímpicos bajo su presidencia, los de invierno de Salt Lake City 2002, fueron aclamados por muchos críticos como una nueva era en el Movimiento Olímpico después de que precisamente la elección de esa ciudad estuviera marcada por la corrupción. Ese caso unido a otros sobornos posteriores llevaron a Rogge a prescindir de su vicepresidente surcoreano Kim Un Yong (a la postre condenado en su país) y a regular más estrictamente las visitas de los miembros del COI a las ciudades candidatas a la organización de los Juegos. Además, en la cita estadounidense, Rogge decidió residir en la villa de los atletas en vez de en un hotel.

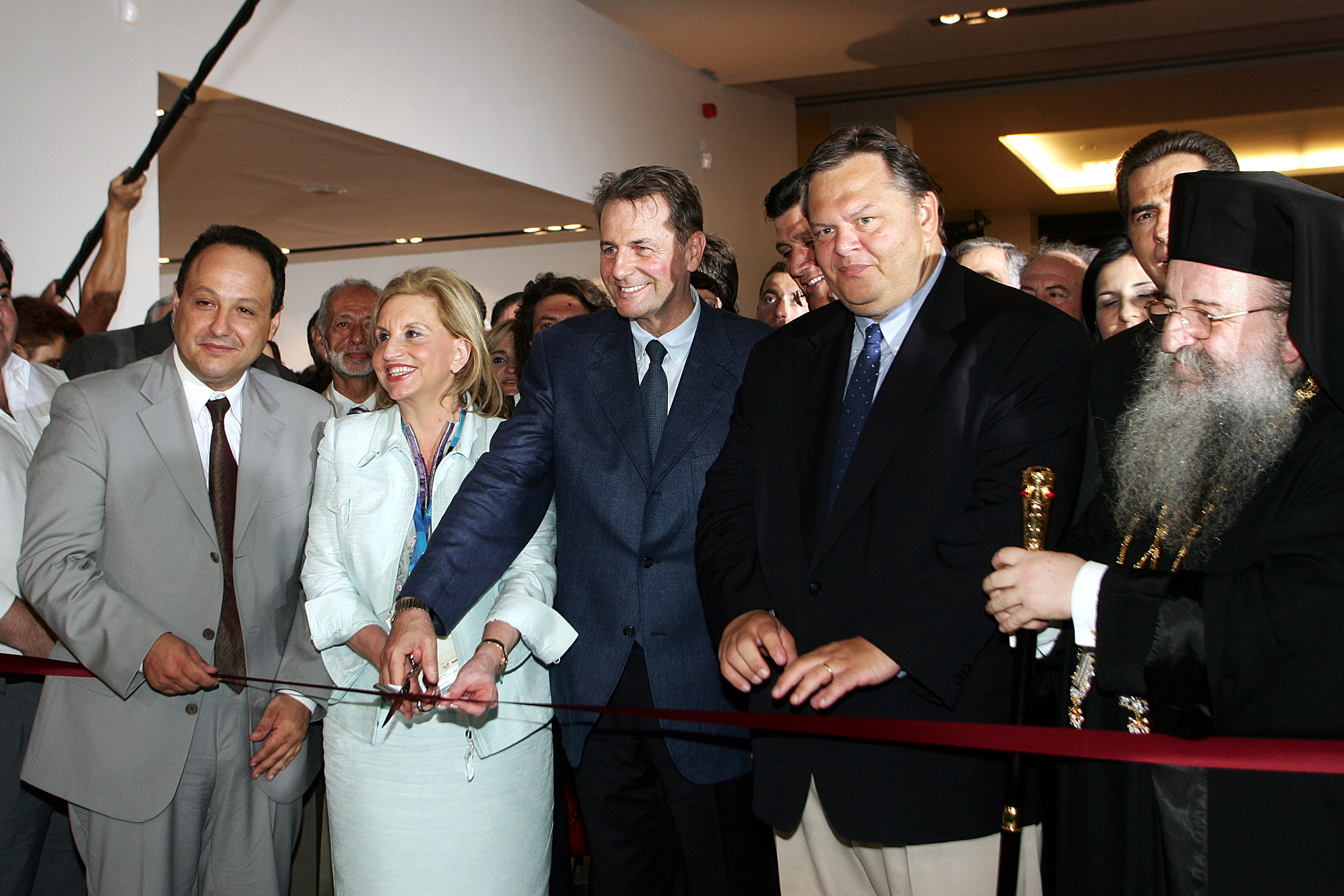
Rogge en la Inauguración de Museo Olímpico Tesalónico, en Grecia.

Frente a la lacra del dopaje, también marcó una línea dura con la expulsión de los atletas griegos Kostas Kenteris y Ekaterini Thanou, tras saltarse varios controles en la víspera de los Juegos de Atenas 2004.
Pero sin duda, el mandato de Rogge se recordará por haber llevado los juegos a China. Precisamente se hizo cargo de la presidencia del COI en la sesión en la que Pekín fue elegida sede de los Juegos de 2008.
A nivel organizativo, los juegos fueron un éxito no exento de polémicas, empezando por la contaminación de la ciudad. También fue muy criticada la decisión de programar las finales de gimnasia y natación por la mañana (en lugar de por la tarde, como en cualquier gran campeonato) para dar satisfacción de la cadena de televisión estadounidense NBC, principal fuente de financiación del COI.
Además, estos juegos olímpicos estuvieron siempre en entredicho por la violación de los derechos humanos en China. Frente a los llamamientos al boicot, Rogge se mantuvo fiel a su principio de no mezclar política y deporte: se limitó a señalar al régimen la oportunidad de demostrar su "compromiso moral" de apertura y, ya en plena competición, no condenó la represión ejercida contra quienes intentaron manifestarse en Pekín.
Rogge se ha postulado para la reelección en octubre de 2009, en la sesión del COI de Copenhague. El reglamento del COI contempla una prórroga de cuatro años tras un primer mandato de ocho. También ha dicho que se retiraba después: «Servir durante doce años es suficiente. No quiero ir más allá, perder creatividad y entusiasmo».
En diciembre de 2011, Jacques Rogge, fue investido como un oficial de la Legión de Honor por el presidente francés, Nicolas Sarkozy.
En los Juegos Olímpicos de Londres 2012 se negó al minuto de silencio en la apertura de los en memoria de los participantes israelíes en las Olimpiadas de Múnich de 1972, asesinados a manos de terroristas palestinos.
Bajo su mandato, el béisbol y el sófbol fuero eliminados del programa olímpico a partir de los Juegos de Londres 2012. En agosto de 2009, el COI también decidió que en esa cita se incluya el boxeo femenino y propuso la inclusión del golf y el rugby 7. La decisión final se tomó en la sesión de Copenhague votando a favor de la inclusión en el programa olímpico del golf y el rugby 7 empezando la disputa de medallas a partir de 2016.
Bajo su mandato también se eligió a Río de Janeiro como ciudad organizadora de los Juegos Olímpicos de 2016, venciendo a sus rivales Madrid, Chicago y Tokio. Además, fue el impulsor de la creación de los Juegos Olímpicos de la Juventud, cuya primera edición fue celebrada en Singapur en 2010.

### Posterior profesión

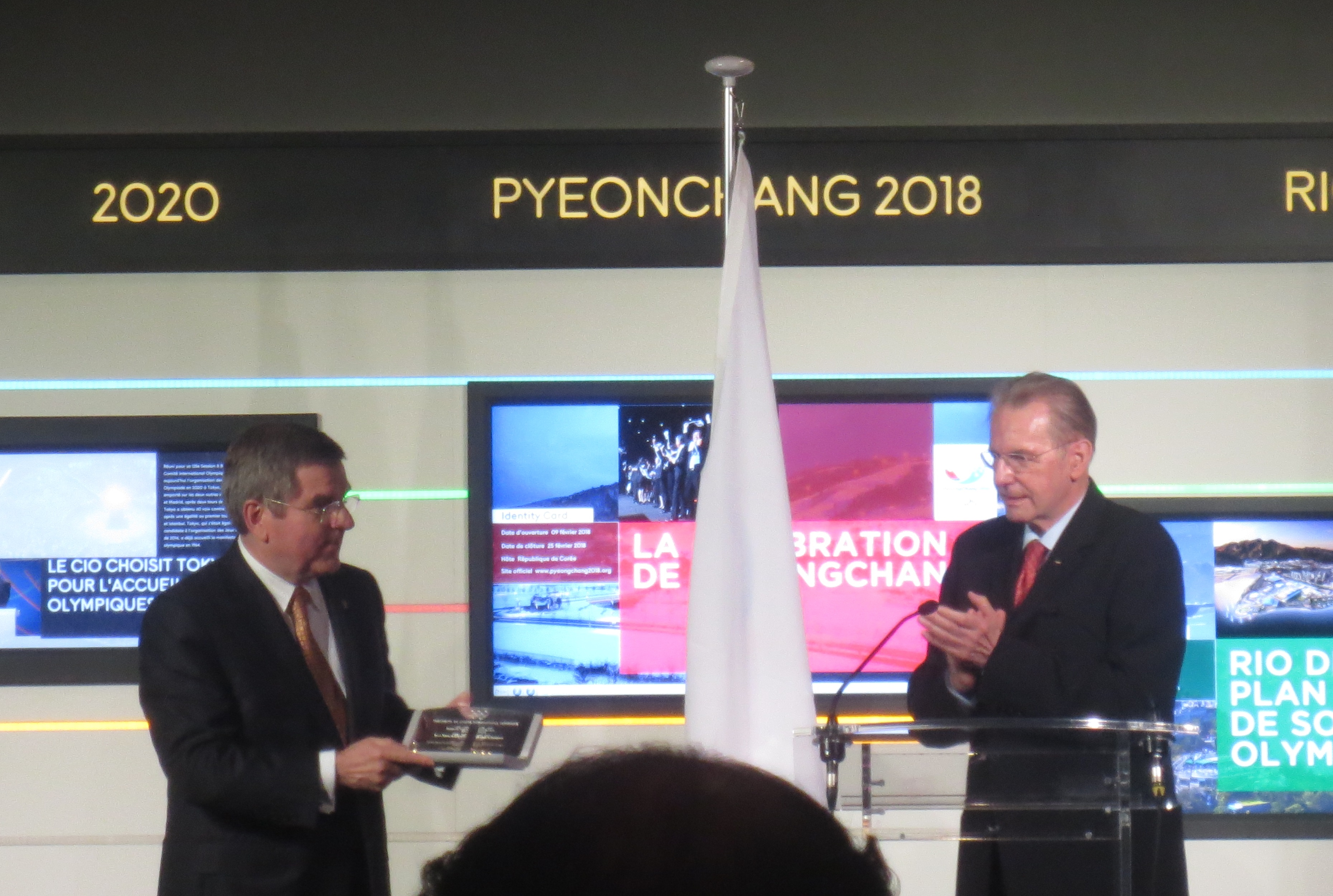
Jacques Rogge, y Thomas Bach en la inauguración del nuevo Museo Olímpico de Lausana, donde Bach recibe las llaves de la COI.

Su presidencia en el COI llegó a su fin en la 125.° Sesión del COI en Buenos Aires. El alemán Thomas Bach fue elegido como el nuevo presidente del COI, en la sesión de 10 de septiembre de 2013. A continuación, pasó a convertirse en el presidente de honor del COI.
Después de sus dos términos, Jacques Rogge, dejó la imagen de un presidente "diplomático e imperturbable." Él ha inculcado una mayor transparencia en las instituciones olímpicas para poner fin a los problemas de corrupción, gestionado las finanzas de la organización, ya que deja tras de $901 millones y abrió los Juegos a los países emergentes (Brasil designado en 2016) y la juventud (creación Juegos Olímpicos de la Juventud). Sin embargo, fue criticado por negarse a mezclar el debate político en los Juegos.
El 28 de abril de 2014, Rogge fue nombrado enviado especial para Jóvenes Refugiados y Deporte por secretario general de la ONU, Ban Ki-moon, para ayudar a promover el deporte como una herramienta de empoderamiento para jóvenes de comunidades de desplazados y de refugiados hacia la paz, la reconciliación, la seguridad, la salud, la educación, la igualdad de género y una sociedad más inclusiva.

## Últimos años y muerte
En los últimos años como padecía de múltiples problemas relacionados con la enfermedad de Parkinson que lo aquejaban duramente. Falleció en la mañana del 29 de agosto de 2021.

## Honores
- 11 de marzo de 2003: Creación del conde Rogge.
- 25 de septiembre de 2013: caballero gran cruz de la Orden de la Corona Belga.
- Enero de 2014: Premio Presidencial de la FIFA 2013.
- 25 de febrero de 2014: la princesa real Ana lo designó como Comendador Honorario de la Orden de San Miguel y San Jorge (KCMG) en el Palacio de Buckingham por sus años de servicio a los Juegos Olímpicos y, en particular, por su trabajo en los Juegos Olímpicos Londres 2012.[17]